# Patrick Beckert
Patrick Beckert (Erfurt, RDA, 17 de abril de 1990) es un deportista alemán que compite en patinaje de velocidad sobre hielo. Su hermana Stephanie también compite en patinaje de velocidad.
Ganó tres medallas de bronce en el Campeonato Mundial de Patinaje de Velocidad sobre Hielo en Distancia Individual entre los años 2015 y 2020.
Participó en tres Juegos Olímpicos de Invierno, entre los años 2010 y 2018, ocupando el sexto lugar en Sochi 2014 y el séptimo en Pyeongchang 2018, en los 10 000 m.

## Palmarés internacional
| Campeonato Mundial en Distancia Individual | Campeonato Mundial en Distancia Individual | Campeonato Mundial en Distancia Individual | Campeonato Mundial en Distancia Individual |
| Año                                        | Lugar                                      | Medalla                                    | Prueba                                     |
| ------------------------------------------ | ------------------------------------------ | ------------------------------------------ | ------------------------------------------ |
| 2015                                       | Heerenveen (Países Bajos)                  | Medalla de bronce                          | 10 000 m                                   |
| 2017                                       | Gangneung (Corea del Sur)                  | Medalla de bronce                          | 10 000 m                                   |
| 2020                                       | Salt Lake City (Estados Unidos)            | Medalla de bronce                          | 10 000 m                                   |